# Alaksandr Fiaduta
Alaksandr Iosifawicz Fiaduta (biał. Аляксандр Іосіфавіч Фядута, ros. Александр Иосифович Федута, Aleksandr Iosifowicz Fieduta; ur. 3 listopada 1964 w Grodnie) – białoruski literaturoznawca i politolog.

## Życiorys
W 1986 r. ukończył studia na Wydziale Filologii Grodzieńskiego Uniwersytetu Państwowego, po czym pracował jako nauczyciel języka rosyjskiego w grodzieńskich szkołach (do 1991).
W 1991 r. wybrano go przewodniczącym KC Leninowskiej Komunistycznej Radzieckiej Młodzieży Białorusi (od 1992: Związku Młodzieży Białorusi) – funkcję pełnił do 1994 r.
W 1994 r. wszedł w skład sztabu wyborczego Alaksandra Łukaszenki. Po jego zwycięstwie wyborczym objął urząd szefa Wydziału Informacji Społeczno-Politycznej Administracji Prezydenta. Na początku 1995 r. przeszedł na stronę opozycji, podejmując pracę w gazetach prywatnych (m.in. Biełorusskaja diełowaja gazieta, Moskowskije nowosti, Imia, Narodnaja wola).
W 1997 r. obronił dysertację kandydacką z dziedziny filologii pod tytułem Problem czytelnika w świadomości twórczej A. Puszkina.
11 kwietnia 2021 Fiaduta został razem z Jurasiem Ziankowiczem zatrzymany podczas pobytu w Moskwie przez białoruskie służby specjalne we współpracy z Federalną Służbą Bezpieczeństwa i przewieziony do aresztu KGB w Mińsku. Z powodu jakoby udziału w spisku mającym na celu organizację przewrotu na Białorusi wszczęto przeciwko niemu sprawę karną, za co grozi kara pozbawienia wolności od 8 do 12 lat.
5 września 2022 Fiaduta został skazany przez sąd w Mińsku na 10 lat pozbawienia wolności w kolonii karnej za „spisek w celu przejęcia władzy państwowej w sposób niekonstytucyjny”.

## Wybrane publikacje
- Czytatiel w tworczeskom soznanii A. S. Puszkina, Mińsk 1999
- Łukaszenko: politiczeskaja biografija, Moskwa 2005